# Папуасский волонтёрский корпус
Папуасский волонтёрский корпус или PVK (нидерл. Papoea Vrijwilligers Korps) — отряды самообороны, созданные в составе Королевской армии Нидерландов на территории Западного Ириана.

## История
Папуасский волонтёрский корпус был корпусом, состоящим исключительно из папуасов. Сформирован 21 февраля 1961 года. Он был создан для содействия защите Нидерландской Новой Гвинеи от вторжения индонезийской армии. Создание корпуса голландским правительством было утверждено в декабре 1959 года, и корпус должен был служить полувоенной полицией.
Папуасский волонтёрский корпус состоял из разных народов Папуа и находился под командованием полковника морской пехоты В. А. ван Хёвена. В качестве символа ПВК выбрал казуара. Девизом подразделения был лат. Persevero (я упорствую). Папуасский волонтёрский корпус имел униформу цвета хаки с шляпой с левым краем вверх, которая была украшена эмблемой ПДК и шлейфом.
В 1961—1962 годах угроза вторжения Индонезии значительно усилилась. После того, как управление над Папуа перешло к Индонезии, Папуасский волонтёрский корпус был расформирован, а его бойцы были уволены. Некоторые из его членов позже поступили на службу в индонезийскую армию, некоторые выступили против индонезийского суверенитета над Западной Новой Гвинеей и вступили в различные сепаратистские группировки.

## Состав
В милицию набирали представителей разных народов, живущих в Папуа.